# Pozo (apellido)
Pozo (pronunciado ['po θo]), a veces del Pozo, es un apellido español proveniente del latín «puteus». Inicialmente, este apellido se desarrolló como un topónimo, es decir, derivado del nombre de un lugar geográfico particular. ampliamente citado por estudiosos como nativo de la región de Castilla y León, específicamente de la provincia de Burgos. Su presencia se ha extendido por toda la península ibérica a través de varias familias hidalgas que llevan los apellidos Pozo y del Pozo. Sin embargo, se desconoce si todas estas familias comparten un ancestro común o si son de origen diverso. Este apellido también tiene presencia en los países hispanoamericanos y en Filipinas.
Las diferentes familias Pozo conocidas en España se localizan en diversas localidades, incluyendo Sasomón, Villasandino y Melgar, todas pertenecientes al partido judicial de Castrojeriz (Burgos); el Valle de Carriedo en Cantabria; Andújar y Jaén en Andalucía; San Clemente de la Cuenca y Málaga, específicamente en Alhaurín el Grande del partido de Coín; Béjar en Salamanca; y Sevilla, Huelva y Alcalá de Guadaíra en Andalucía. Otras familias Pozo tienen su origen en Cataluña y Mallorca, donde se apellidaron Pou.
En catalán, Pou es equivalente a Pozo en español. Al emigrar algunas de estas familias a otras regiones de España y establecerse en ellas, sus apellidos se españolizaron, resultando en que sus descendientes, en algunos casos, adoptaran el apellido Pozo. Esto explica por qué muchos estudiosos asignan a Pozo los escudos de armas que corresponden a los Pou catalanes y mallorquines.

## Descripción del escudo heráldico
La literatura especializada presenta diversas representaciones de escudos para los apellidos Pozo y del Pozo, todos ellos destacando la presencia de un pozo en su diseño. Entre estos escudos se encuentran los siguientes:
- Un campo dorado con un árbol de hojas verdes, cuyas raíces atraviesan el escudo; en la parte inferior, un pozo de donde brota agua, sobre un fondo rojo.
- Los de la casa del Valle de Carriedo (Cantabria) muestran en su escudo un campo rojo con un árbol natural, sobre el cual se cruzan dos hoces con hojas de plata y mangos de oro. En el borde del escudo, de color dorado, se encuentran ocho aspas azules.
- Los originarios de la provincia de Burgos exhiben un escudo con un campo rojo, donde se representa un árbol natural del cual pende una caldera negra, bordeada en oro, sostenida por una cadena de oro.
- Aquellos de Cataluña presentan un escudo de fondo rojo con un pozo negro, del cual emergen dos serpientes.
- Otros tienen un escudo dividido en dos partes: la primera, un campo dorado con un árbol de hojas verdes arrancado; la segunda, un campo rojo con un pozo de plata.